# Dead Capo
Dead Capo es un grupo musical español surgido en Madrid, en 1999, a raíz de la separación de Insecto (Love Fiasco, The Blue Fish Records,1997). Desde entonces su objetivo ha sido facturar música instrumental de alto riesgo y difícil clasificación. Su primer trabajo, Díscolo, es una impredecible batidora de estilos, una road movie sin fronteras con paradas en el jazz, el swing, el rock, las bandas sonoras del eje Henry Mancini - Lalo Schifrin- John Barry- Nino Rota -, el surf, el lounge, el funk o el blues.

## Historia
En el año 2000 crean su propio sello, Pueblo Records, con el que editan su primer LP Díscolo, para el que contaron con colaboradores de lujo: Nacho Mastretta y Markus Breuss (Clónicos, OCQ, Mil dolores pequeños...). Su debut discográfico recibió excelentes críticas en publicaciones como Rockdelux, Ruta 66, Mondosonoro, Cuadernos de Jazz, Tomajazz, Más Jazz, plus.es o La Luna de El Mundo, además fue destacado como uno de los mejores de 2002 por la revista Todaslasnovedades. Más adelante publicaron el disco sencillo Atraco a las tres (2011) y los álbumes Sale (2012) y Fiesta rara (2019).
En 2006 Dead Capo y el mundo del celuloide cruzaron por fin sus caminos (cortometrajes aparte). El director de cine argentino Miguel Ángel Cárcano eligió la música de Dead Capo para escenas y títulos de crédito de su largometraje Interior (Noche), incluido en la selección del Festival Internacional de Cine de San Sebastián 2006.

## Influencias y conciertos
Su música es el resultado de una sobrexposición a múltiples estilos de música, muchos moldes musicales que han tratado de derretir para crear uno propio. Prueba de ello es la inmensa variedad de festivales en los que han actuado: de JAZZ: Emociona Jazz (2002), Festival de Jazz de Guecho (2003), Muestra de Jazz de Ibiza (2003), Festival de Jazz de Soto del Real (2003), Festival de Jazz de Ciudad Lineal (2003), Ciclo Alrededor del Jazz (2004) en el Colegio Mayor Universitario San Juan Evangelista; Gira Rising Stars 2005, gira por auditorios de Sevilla, Cádiz y Jerez; AlcalatinJazz (2005), JazzparlaJazz (2005), Festival Jazz en las Plazas, Salamanca (2005), Festival de Jazz de Toledo (2005), Festival Jazz en el Centro, Gijón (2006) Mánchester Jazz Festival (2007) de ROCK: Primavera Sound (2003), Effex Festival (2003), Fusiònica 5.0, Barcelona (2003), Festival A Pie de Calle, Almería (2003), Juvecant, Santander, (2006) de CINE: Gala de Entrega de Premios del programa de TVE Versión Española (2006); Festival Ocho Días en Negro (2005); Gala de Clausura del Festival Internacional de Cine Gijón (2003) en un abarrotado Teatro Jovellanos (1.300 personas) un concierto muy especial en el que interpretaron sus bandas sonoras favoritas; o MULTIDISCIPLINARES: Experimentaclub 03.. en la La Casa Encendida de Madrid; Festival de Otoño (2005) en el Círculo de Bellas Artes de Madrid, La Noche de los Libros (2006), actuando en plena calle de Alcalá, etc.
Por otro lado han sido seleccionados en concursos tan dispares como el Proyecto Demo 2003 del Festival Internacional de Benicàssim y los Circuitos de Jazz del INJUVE 2003.

## Discografía
- 2000 - Díscolo
- 2011 - Atraco a las 3
- 2012 - Sale
- 2019 - Fiesta rara